# Býšov (tvrz)
Býšov je tvrz založená na konci 14. století Býšovci z Býšova. Nachází v katastrálním území Knín, pět kilometrů jihovýchodně od Temelína. Je chráněna jako kulturní památka.

## Historie
Území bylo osídleno již ve starší době bronzové; v roce 2005 bylo při představebních terénních úpravách západně od tvrze a statku zjištěno a prozkoumáno sídliště z doby cca 1800–1550 př. n. l. Písemně je ves Býšov s tvrzí doložena poprvé v roce 1395 jako majetek pánů Arnošta a Kuníka Býšovců z Býšova, patronů kostela v blízkém Křtěnově. V 17. století byla tvrz opuštěna a přeměněna v sýpku. Barokní konírna byla postavena před rokem 1617.
V březnu 2009 zahájil současný majitel tvrze, Jihočeský zemědělský lihovar, rekonstrukci a revitalizaci areálu statku s tvrzí. Opravy byly vyčísleny na 30 milionů korun, z toho 22 miliónů korun bylo hrazeno z evropské dotace z Regionálního operačního programu Jihozápad. V roce 2011 byla tvrz dočasně otevřena veřejnosti. Od roku 2021 se vlastník tvrze snaží najít řešení, jak památku znovu otevřít veřejnosti.

## Popis tvrze
Tvrz má chráněnou polohu, vyvýšenou nad okolí. Na východní straně ji odděluje hluboké údolí s potokem Strouha a Starým rybníkem, na severozápadě jsou další dva rybníky Barbora a Pohrobný a na jihu byl dříve příkop.

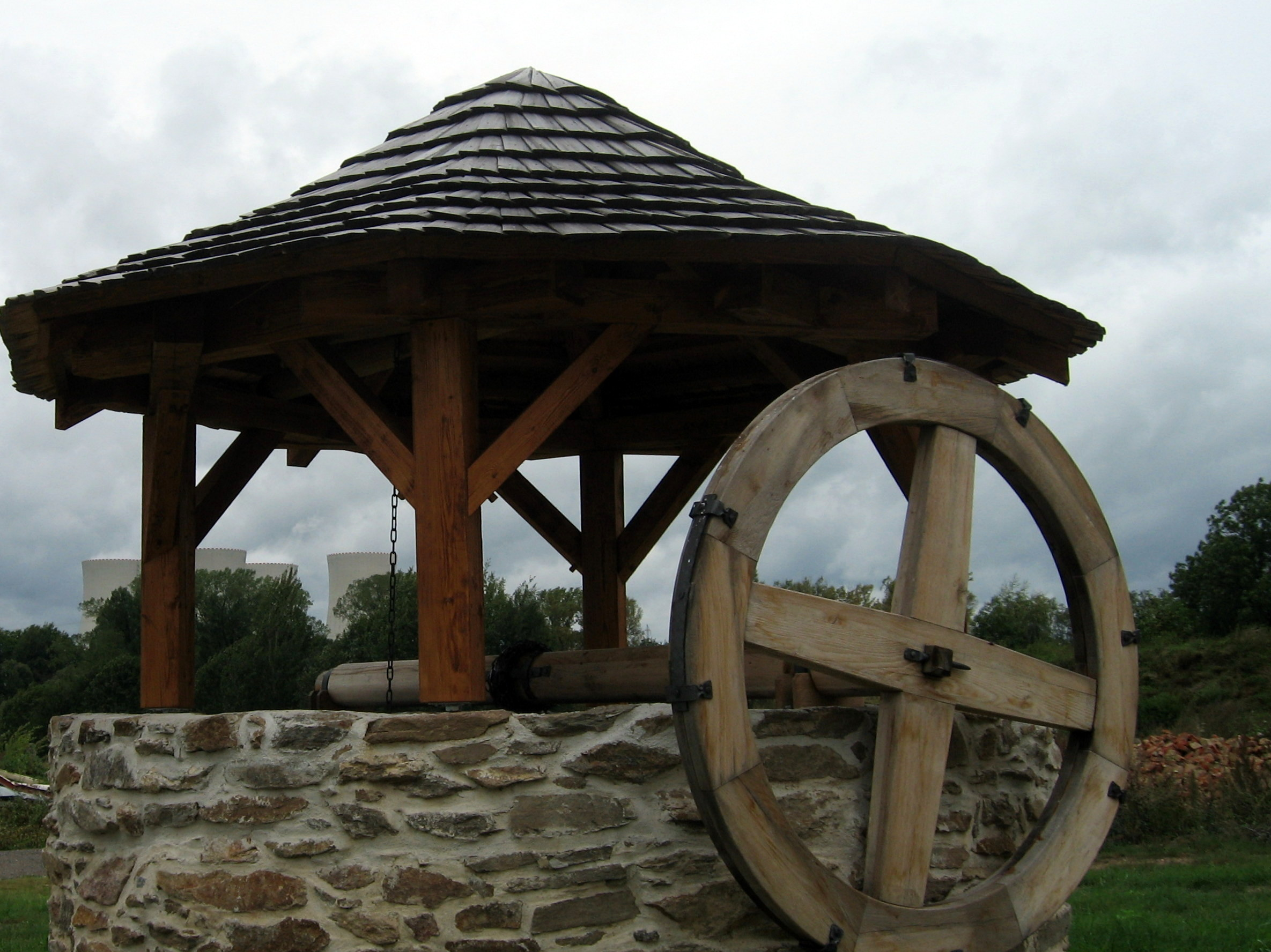
Studna tvrze Býšov. V pozadí Jaderná elektrárna Temelín.

Tvrz se skládá z dvoupatrové obytné věže tvaru čtyřhranného hranolu o šířce 10,5 metru a výšce 20 metrů. Věž je postavena z lomového kamene, neomítnutá, se silnými zdmi a okénky. K věži přiléhá na východní straně přízemní hospodářská budova.